# Ángel Duarte Montserrat
Ángel Duarte Montserrat (Barcelona, 18 de abril de 1957) es un historiador español, catedrático de la Universidad de Gerona y en la Universidad de Córdoba, doctor en Filosofía y Letras. Sus investigaciones se han centrado, prioritariamente, en el análisis del republicanismo, el nacionalismo y el federalismo, así como en las emigraciones y los exilios en la Cataluña y la España de los siglos XIX y XX. Sus trabajos de finales de los años 1980 y primeros 1990 contribuyeron a la renovación de las perspectivas analíticas para el estudio del republicanismo en tanto que cultura política y movimiento social clave en el proceso del aprendizaje de la democracia en la España contemporánea.

## Libros
- (1987). El republicanisme català a la fi del segle XIX. Vic: Eumo.
- (1988). Pere Coromines del republicanisme als cercles llibertaris. Barcelona: Publicacions de l'Abadia de Montserrat.
- (1990), con J. B. Culla. La premsa republicana. Barcelona: Col.Periodistes/Diputación Provincial de Barcelona.
- (1992). Possibilistes i federals. Política i cultura republicanes a Reus, 1875-1899. Reus: Associació d'Estudis Reusencs.
- (1997) con F. Veiga y E. Ucelay Da Cal. La paz simulada. Una historia de la Guerra Fría, 1941-1991. Madrid: Alianza.
- (1998). La república del emigrante: la cultura política de los españoles en Argentina (1875-1910). Lleida: Editorial Milenio.[3]
- (2004). Història del republicanisme a Catalunya. Vic/Lérida: Eumo/Pagèslu00076401
- (2006). Republicans. Jugant amb foc. Barcelona: L’Esfera dels Llibres.[4]
- (2009). El otoño de un ideal. Madrid: Alianza.[5]
- (2013). El republicanismo. Una pasión política. Madrid: Cátedra.[6]
- (2016) con Maximiliano Fuentes Codera y Patrizia Dogliani (eds.). Itinerarios reformistas, perspectivas revolucionarias